# Майя Ломінейшвілі
Майя Ломінейшвілі (груз. მაია ლომინეიშვილი; нар. 11 листопада 1977, Тбілісі, Грузинська РСР) — грузинська шахістка, гросмейстер серед жінок (1996), міжнародний майстер серед чоловіків (2003).

## Спортивна біографія
Майя Ломінейшвілі брала участь в юнацьких чемпіонатах Європи з шахів та юнацьких чемпіонатів світу з шахів в різних вікових групах. У 1991 році перемогла на юнацькому чемпіонаті Європи з шахів серед дівчат у віковій групі U14. У наступні роки завоювала ще три нагороди: золото (юнацький чемпіонат Європи з шахів в 1996 році в групі U20) і дві бронзи (на юнацьких чемпіонатах світу з шахів у 1993 році в групі U16 і в 1994 році в групі U18). У 1995 році в Кишиневі дебютувала в зональному турнірі ФІДЕ, але зайняла 34 місце.
Двічі завоювала медалі на чемпіонатах світу з шахів серед студенток: у 2000 році у Варні була першою, а в 1998 році в Роттердамі була другою. У 2000 році перемагала на міжнародних жіночих шахових турнірах в Батумі і в німецьких містах Беблінгені і Родевише. Шість разів ставала переможницею чемпіонатів Грузії з шахів серед жінок (1993, 1996, 1998, 2002 — разом з Анною Матнадзе, 2009, 2011).
Брала участь у жіночих чемпіонатах світу з шахів:
- У 2004 році в Елісті після перемоги у другому турі над Алісою Галлямовою у третьому турі поступилася своїй співвітчизниці Нані Дзагнідзе[4];
- У 2010 році в Антак'ї в першому турі програла Ганні Затонських[5].

Кваліфікувалася і на чемпіонат світу з шахів серед жінок, у 2008 році, який проходив в Нальчику, але через збройний конфлікт у Південній Осетії разом з іншими грузинськими шахматистками відмовилася взяти участь у турнірі.
Представляла Грузію на трьох шахових олімпіадах (2004—2008), де в командному заліку завоювала золоту (2008) медаль, а в індивідуальному заліку завоювала бронзову (2008) медаль, і на п'яти командних чемпіонатах Європи з шахів (1997—2007), де в командному заліку завоювала срібну (2005) медаль, а в індивідуальному заліку завоювала срібну (2007) медаль, і на командному чемпіонаті світу з шахів у 2009 році.